# Jesús Dátolo
Jesús Alberto Dátolo est un footballeur argentin né le 19 mai 1984 à Carlos Spegazzini (Argentine).

## Carrière
Il a notamment évolué à Naples, au poste de milieu relayeur. Avant de rejoindre Naples, il jouait sous les couleurs de Boca Juniors. 
Malgré l'intérêt du Paris Saint-Germain, il rejoint en janvier 2010 l'Olympiakos Le Pirée pour un prêt de six mois avec une option d'achat de 4,5 millions d'euros.
Il rejoint l'Espanyol de Barcelone pour un prêt avec option d'achat en juillet 2010.
International argentin, il a notamment marqué un but lors de la défaite de son pays contre le Brésil.

## Palmarès
- Boca Juniors
  - Vainqueur du Championnat d'Ouverture d'Argentine : 2008
  - Vainqueur de la Recopa Sudamericana (2) : 2006, 2008
  - Vainqueur de la Copa Libertadores : 2007